# Copa Argentina 1970
La Copa Argentina 1970 fue la segunda edición de esta competencia. Participaron todos los equipos de Primera División que militaban en la categoría superior en 1970, con exclusión del Club Estudiantes de La Plata, el Club Atlético Boca Juniors y el Club Atlético River Plate, que intervinieron en la Copa Libertadores de América. Además, se sumó el Club Ferro Carril Oeste, por haber ganado el torneo de Primera B de 1969, y trece equipos del interior del país invitados.
En total, fueron treinta y dos los equipos en la iniciación de la primera fase, que se disputó en dos rondas de partido y revancha, de las que quedaron clasificados dieciséis para la segunda, y así hasta llegar a la final, de la que se jugó solo el primer partido entre el Club Atlético San Lorenzo de Almagro y el Club Atlético Vélez Sarsfield, con un empate 2 a 2. La revancha nunca se jugó al no acordarse fecha y tras varias postergaciones, por lo que el torneo quedó inconcluso y declarado desierto.
Cuando en 2011 se recreó la Copa Argentina (distante de las ediciones de 1969 y 1970 "pasaron 40 años", pero con formato similar), circuló un rumor afirmando que los dirigentes del «Ciclón» y el «Fortín» pactaron de palabra, nada escrito legalmente que si se producía un cruce entre ellos, cualquiera sea la instancia, iban a poner en juego la Copa de Argentina de 1970. Finalmente la AFA desestimó esta petición totalmente incoherente. En la edición de la Copa Argentina 2024, ambos clubes se enfrentarían por primera vez desde la edición de 1970 en los octavos de final (habían pasado 53 años), siendo Vélez el ganador de este encuentro por 3 a 1, este encuentro no se considera una continuación de aquella final inconclusa de hace más de 5 décadas atrás.

## Equipos participantes

### Primera División
| Argentinos Juniors | Atlanta                 | Banfield          | Chacarita Juniors |
| Colón              | Gimnasia y Esgrima (LP) | Huracán           | Independiente     |
| Lanús              | Los Andes               | Newell's Old Boys | Platense          |
| Quilmes            | Racing Club             | Rosario Central   | San Lorenzo       |
| Unión              | Vélez Sarsfield         |                   |                   |

### Primera B
| Ferro Carril Oeste |

### Ligas regionales del interior
| All Boys (SR)           | Atenas (ST)             | Argentinos del Norte | Bartolomé Mitre |
| Central Norte           | Central Norte Argentino | Colón Juniors        | Instituto       |
| Juventud Unida (SL)     | Mitre (SdE)             | Atlético Palmira     | Quilmes (MdP)   |
| Rosario Puerto Belgrano |                         |                      |                 |

## Fase inicial
Participaron de ella todos los clubes clasificados, que se emparejaron formando una ronda de Dieciseisavos, disputando partidos de ida y vuelta.
| Fechas         | Equipo 1                | El ganador clasificó como | Equipo 2                | Resultado ida | Resultado vuelta | Resultado global |
| -------------- | ----------------------- | ------------------------- | ----------------------- | ------------- | ---------------- | ---------------- |
| 4 y 7 de marzo | All Boys (SR)           | Octavo 1                  | Gimnasia y Esgrima (LP) | 3-1           | 1-2              | 4-3              |
| 4 y 7 de marzo | Juventud Unida (SL)     | Octavo 2                  | Atlanta                 | 0-0           | 0-2              | 0-2              |
| 4 y 7 de marzo | Quilmes (MdP)           | Octavo 3                  | Argentinos Juniors      | 0-2           | 1-2              | 1-4              |
| 4 y 7 de marzo | Rosario Puerto Belgrano | Octavo 4                  | Platense                | 3-2           | 0-2              | 3-4              |
| 4 y 7 de marzo | Huracán                 | Octavo 5                  | Rosario Central         | 2-4           | 1-1              | 3-5              |
| 5 y 8 de marzo | Los Andes               | Octavo 6                  | Newell's Old Boys       | 0-0           | 0-0              | (2) 0-0 (4)      |
| 4 y 7 de marzo | Colón                   | Octavo 7                  | Atenas (ST)             | 3-2           | 3-0              | 6-2              |
| 5 y 8 de marzo | San Lorenzo             | Octavo 8                  | Unión                   | 2-2           | 1-0              | 3-2              |
| 4 y 7 de marzo | Atlético Palmira        | Octavo 9                  | Independiente           | 3-1           | 2-2              | 5-3              |
| 4 y 7 de marzo | Colón Juniors           | Octavo 10                 | Lanús                   | 2-3           | 2-4              | 4-7              |
| 4 y 7 de marzo | Central Norte Argentino | Octavo 11                 | Racing Club             | 0-1           | 3-3              | 3-4              |
| 4 y 7 de marzo | Bartolomé Mitre (P)     | Octavo 12                 | Ferro Carril Oeste      | 1-2           | 1-1              | 2-3              |
| 5 y 7 de marzo | Mitre (SdE)             | Octavo 13                 | Banfield                | 0-0           | 2-1              | 2-1              |
| 4 y 8 de marzo | Central Norte           | Octavo 14                 | Chacarita Juniors       | 0-3           | 1-4              | 1-7              |
| 5 y 8 de marzo | Instituto               | Octavo 15                 | Quilmes                 | 0-0           | 4-1              | 4-1              |
| 4 y 6 de marzo | Argentinos del Norte    | Octavo 16                 | Vélez Sarsfield         | 1-0           | 1-2              | (3) 2-2 (4)      |

## Fase final
Estuvo conformada por los 16 clasificados de los dieciseisavos de final.
Los equipos se emparejaron en 8, para formar los octavos de final. Por medio de un sistema eliminatorio, los equipos fueron clasificando hasta llegar a la final. En todas las rondas se disputaron partidos de ida y vuelta.

### Cuadro de desarrollo
|  | Octavos de final          | Octavos de final          | Octavos de final          |                   |   | Cuartos de final              | Cuartos de final              | Cuartos de final              |  |  | Semifinales                 | Semifinales                 | Semifinales                 |  |  | Final              | Final              | Final              |
|  | 11 al 15 de marzo de 1970 | 11 al 15 de marzo de 1970 | 11 al 15 de marzo de 1970 |                   |   | 9 al 27 de septiembre de 1970 | 9 al 27 de septiembre de 1970 | 9 al 27 de septiembre de 1970 |  |  | 13 al 18 de febrero de 1971 | 13 al 18 de febrero de 1971 | 13 al 18 de febrero de 1971 |  |  | 3 de marzo de 1971 | 3 de marzo de 1971 | 3 de marzo de 1971 |
|  |                           |                           |                           |                   |   |                               |                               |                               |  |  |                             |                             |                             |  |  |                    |                    |                    |
|  |                           |                           |                           |                   |   |                               |                               |                               |  |  |                             |                             |                             |  |  |                    |                    |                    |
|  |                           |                           |                           |                   |   |                               |                               |                               |  |  |                             |                             |                             |  |  |                    |                    |                    |
|  | All Boys (SR) (p)         | 0                         | 1 (4)                     |                   |   |                               |                               |                               |  |  |                             |                             |                             |  |  |                    |                    |                    |
|  | All Boys (SR) (p)         | 0                         | 1 (4)                     |                   |   |                               |                               |                               |  |  |                             |                             |                             |  |  |                    |                    |                    |
|  | Atlanta                   | 1                         | 0 (2)                     |                   |   |                               |                               |                               |  |  |                             |                             |                             |  |  |                    |                    |                    |
|  | Atlanta                   | 1                         | 0 (2)                     | All Boys (SR)     | 2 | 0                             |                               |                               |  |  |                             |                             |                             |  |  |                    |                    |                    |
|  |                           |                           |                           |                   | 2 | 0                             |                               |                               |  |  |                             |                             |                             |  |  |                    |                    |                    |
|  |                           | Platense                  | 0                         | 0                 |   |                               |                               |                               |  |  |                             |                             |                             |  |  |                    |                    |                    |
|  | Argentinos Juniors        | Platense                  | 0                         | 0                 | 1 | 1                             |                               |                               |  |  |                             |                             |                             |  |  |                    |                    |                    |
|  | Argentinos Juniors        |                           |                           |                   | 1 | 1                             |                               |                               |  |  |                             |                             |                             |  |  |                    |                    |                    |
|  | Platense                  | 1                         | 5                         |                   |   |                               |                               |                               |  |  |                             |                             |                             |  |  |                    |                    |                    |
|  | Platense                  | 1                         | 5                         | All Boys (SR)     | 1 | 1                             |                               |                               |  |  |                             |                             |                             |  |  |                    |                    |                    |
|  |                           |                           |                           |                   | 1 | 1                             |                               |                               |  |  |                             |                             |                             |  |  |                    |                    |                    |
|  |                           | San Lorenzo               | 1                         | 3                 |   |                               |                               |                               |  |  |                             |                             |                             |  |  |                    |                    |                    |
|  | Rosario Central           | San Lorenzo               | 1                         | 3                 | 1 | 0                             |                               |                               |  |  |                             |                             |                             |  |  |                    |                    |                    |
|  | Rosario Central           |                           |                           |                   | 1 | 0                             |                               |                               |  |  |                             |                             |                             |  |  |                    |                    |                    |
|  | Newell's Old Boys         | 0                         | 0                         |                   |   |                               |                               |                               |  |  |                             |                             |                             |  |  |                    |                    |                    |
|  | Newell's Old Boys         | 0                         | 0                         | Rosario Central   | 2 | 0                             |                               |                               |  |  |                             |                             |                             |  |  |                    |                    |                    |
|  |                           |                           |                           |                   | 2 | 0                             |                               |                               |  |  |                             |                             |                             |  |  |                    |                    |                    |
|  |                           | San Lorenzo               | 1                         | 3                 |   |                               |                               |                               |  |  |                             |                             |                             |  |  |                    |                    |                    |
|  | Colón                     | San Lorenzo               | 1                         | 3                 | 0 | 1                             |                               |                               |  |  |                             |                             |                             |  |  |                    |                    |                    |
|  | Colón                     |                           |                           |                   | 0 | 1                             |                               |                               |  |  |                             |                             |                             |  |  |                    |                    |                    |
|  | San Lorenzo               | 0                         | 4                         |                   |   |                               |                               |                               |  |  |                             |                             |                             |  |  |                    |                    |                    |
|  | San Lorenzo               | 0                         | 4                         | San Lorenzo       | 2 | –                             |                               |                               |  |  |                             |                             |                             |  |  |                    |                    |                    |
|  |                           |                           |                           |                   | 2 | –                             |                               |                               |  |  |                             |                             |                             |  |  |                    |                    |                    |
|  |                           | Vélez Sarsfield           | 2                         | –                 |   |                               |                               |                               |  |  |                             |                             |                             |  |  |                    |                    |                    |
|  | Palmira (Mendoza)         | Vélez Sarsfield           | 2                         | –                 | 2 | 1 (3)                         |                               |                               |  |  |                             |                             |                             |  |  |                    |                    |                    |
|  | Palmira (Mendoza)         |                           |                           |                   | 2 | 1 (3)                         |                               |                               |  |  |                             |                             |                             |  |  |                    |                    |                    |
|  | Lanús (p)                 | 1                         | 2 (4)                     |                   |   |                               |                               |                               |  |  |                             |                             |                             |  |  |                    |                    |                    |
|  | Lanús (p)                 | 1                         | 2 (4)                     | Lanús             | 0 | 0                             |                               |                               |  |  |                             |                             |                             |  |  |                    |                    |                    |
|  |                           |                           |                           |                   | 0 | 0                             |                               |                               |  |  |                             |                             |                             |  |  |                    |                    |                    |
|  |                           | Racing Club               | 1                         | 3                 |   |                               |                               |                               |  |  |                             |                             |                             |  |  |                    |                    |                    |
|  | Racing Club               | Racing Club               | 1                         | 3                 | 2 | 3                             |                               |                               |  |  |                             |                             |                             |  |  |                    |                    |                    |
|  | Racing Club               |                           |                           |                   | 2 | 3                             |                               |                               |  |  |                             |                             |                             |  |  |                    |                    |                    |
|  | Ferro Carril Oeste        | 1                         | 1                         |                   |   |                               |                               |                               |  |  |                             |                             |                             |  |  |                    |                    |                    |
|  | Ferro Carril Oeste        | 1                         | 1                         | Racing Club       | 2 | 2                             |                               |                               |  |  |                             |                             |                             |  |  |                    |                    |                    |
|  |                           |                           |                           |                   | 2 | 2                             |                               |                               |  |  |                             |                             |                             |  |  |                    |                    |                    |
|  |                           | Vélez Sarsfield           | 3                         | 3                 |   |                               |                               |                               |  |  |                             |                             |                             |  |  |                    |                    |                    |
|  | Mitre (SdE)               | Vélez Sarsfield           | 3                         | 3                 | 0 | 1                             |                               |                               |  |  |                             |                             |                             |  |  |                    |                    |                    |
|  | Mitre (SdE)               |                           |                           |                   | 0 | 1                             |                               |                               |  |  |                             |                             |                             |  |  |                    |                    |                    |
|  | Chacarita Juniors         | 4                         | 0                         |                   |   |                               |                               |                               |  |  |                             |                             |                             |  |  |                    |                    |                    |
|  | Chacarita Juniors         | 4                         | 0                         | Chacarita Juniors | 0 | 1                             |                               |                               |  |  |                             |                             |                             |  |  |                    |                    |                    |
|  |                           |                           |                           |                   | 0 | 1                             |                               |                               |  |  |                             |                             |                             |  |  |                    |                    |                    |
|  |                           | Vélez Sarsfield           | 1                         | 2                 |   |                               |                               |                               |  |  |                             |                             |                             |  |  |                    |                    |                    |
|  | Instituto (Cba)           | Vélez Sarsfield           | 1                         | 2                 | 0 | 0                             |                               |                               |  |  |                             |                             |                             |  |  |                    |                    |                    |
|  | Instituto (Cba)           |                           |                           |                   | 0 | 0                             |                               |                               |  |  |                             |                             |                             |  |  |                    |                    |                    |
|  | Vélez Sarsfield           | 0                         | 2                         |                   |   |                               |                               |                               |  |  |                             |                             |                             |  |  |                    |                    |                    |

### Final
| Fecha | Equipo 1    | Equipo 2        | Resultado ida | Resultado vuelta | Resultado global |
| ----- | ----------- | --------------- | ------------- | ---------------- | ---------------- |
| 1971  | San Lorenzo | Vélez Sarsfield | 2-2           | —                | —                |

## Goleadores
| Jugador                  | Goles | Equipo             |
| ------------------------ | ----- | ------------------ |
| Rubén Ayala              | 5     | San Lorenzo        |
| Néstor Subiat            | 5     | Platense           |
| Miguel Benito            | 4     | Vélez Sarsfield    |
| Antonio García Ameijenda | 4     | San Lorenzo        |
| Carlos Bulla             | 4     | Platense           |
| Jorge Vicente            | 4     | Lanús              |
| Osvaldo Sosa             | 3     | Argentinos Juniors |
| Ramón Cabrero            | 3     | Lanús              |
| Óscar Kraemer            | 3     | All Boys (SR)      |